# Coleus amboinicus
Espèce
Classification phylogénétique
Coleus amboinicus, appelé notamment gros thym, menthe indienne, origan cubain ou oreille, est une espèce de plantes à fleurs du genre Coleus et de la famille des Lamiaceae. C'est une plante herbacée vivace originaire d'Afrique orientale et méridionale, mais largement cultivée et naturalisée sous les tropiques de l'Ancien et du Nouveau Monde.

## Description
Cette plante herbacée présente des feuilles assez grandes (jusqu'à 7 cm de long), charnues, à bordure festonnée. La plante peut mesurer jusqu'à 1 m de haut lorsqu'elle pousse en pleine terre, mais généralement beaucoup moins lorsqu'elle pousse en pot.

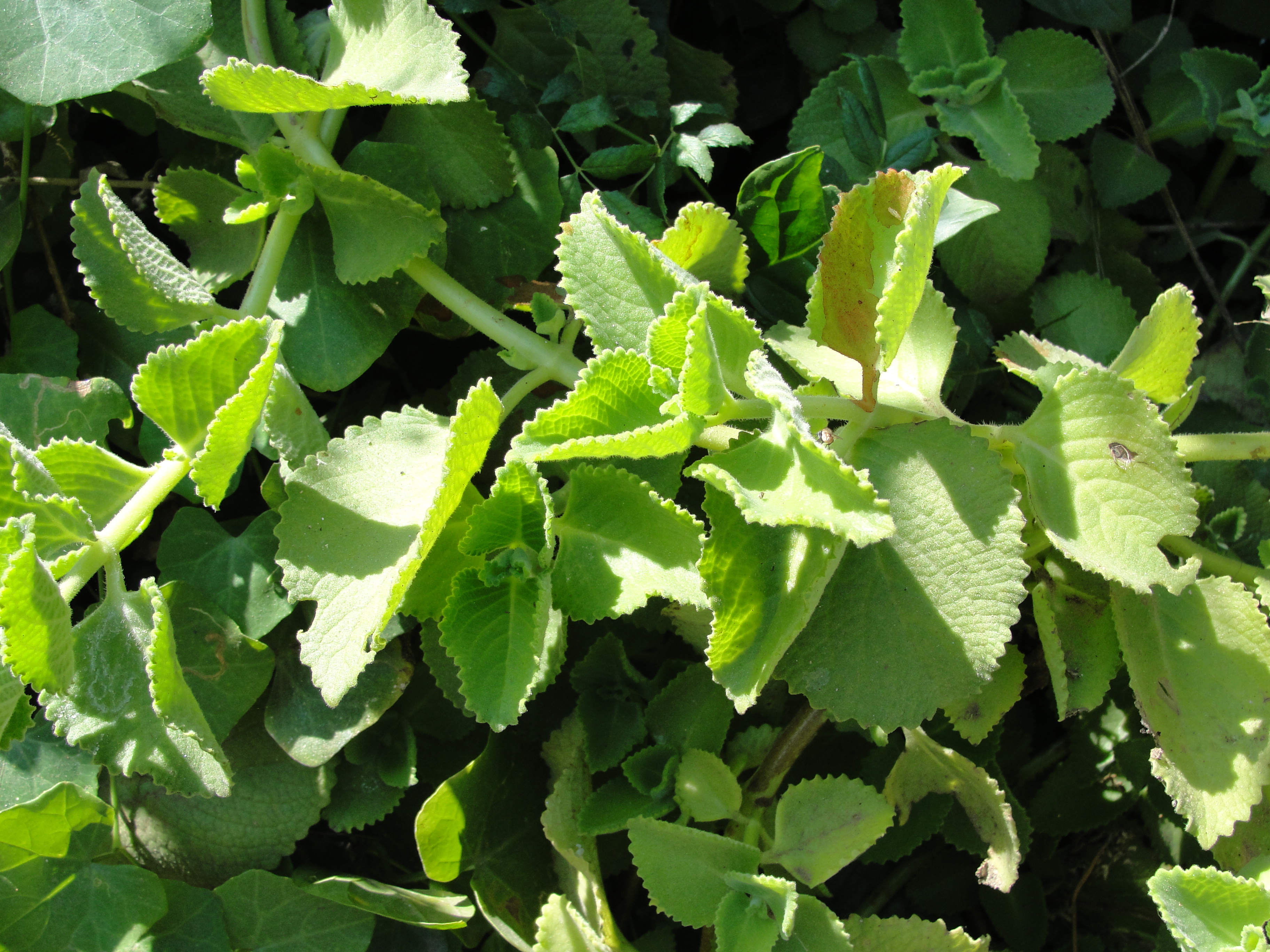
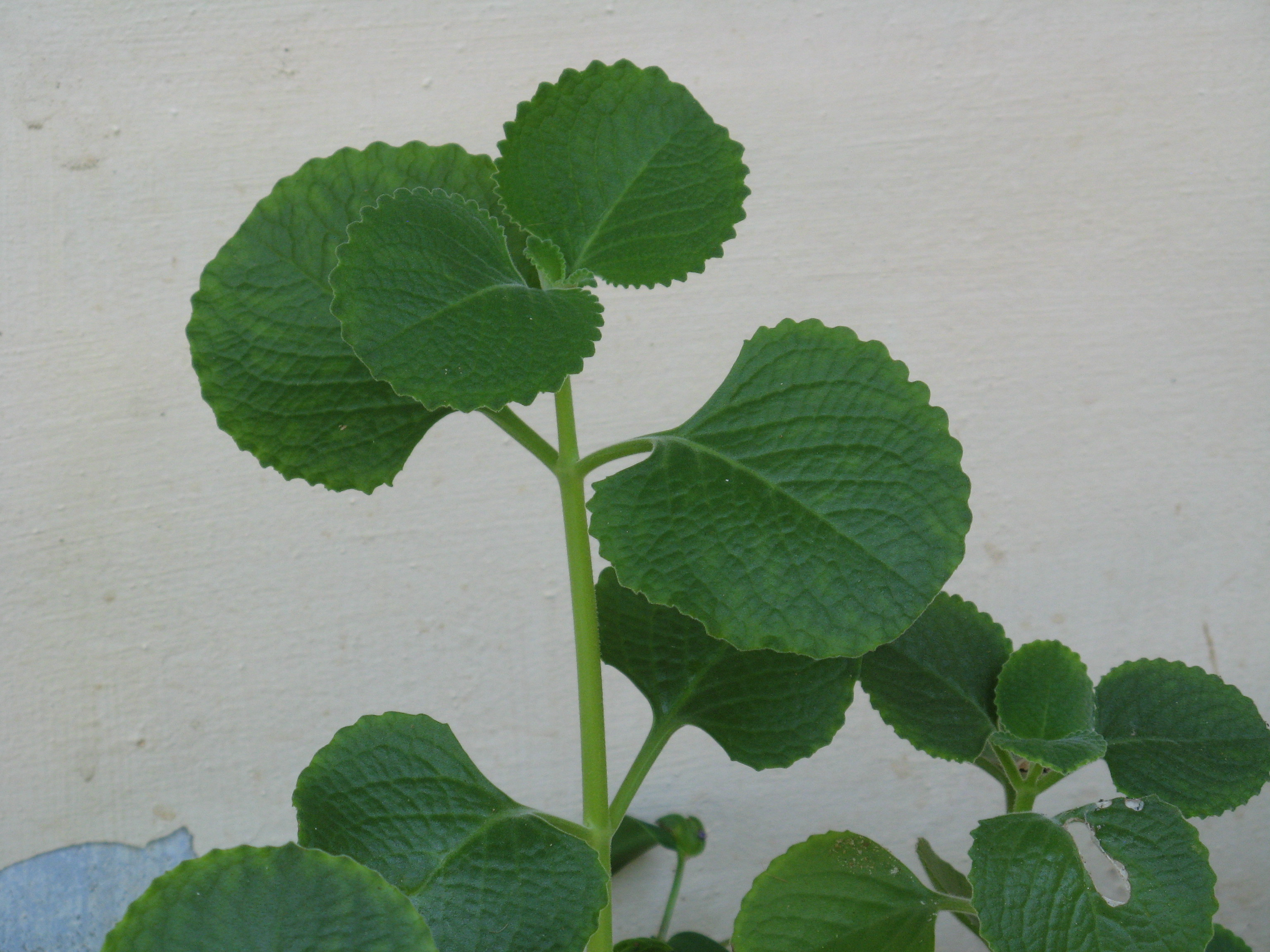
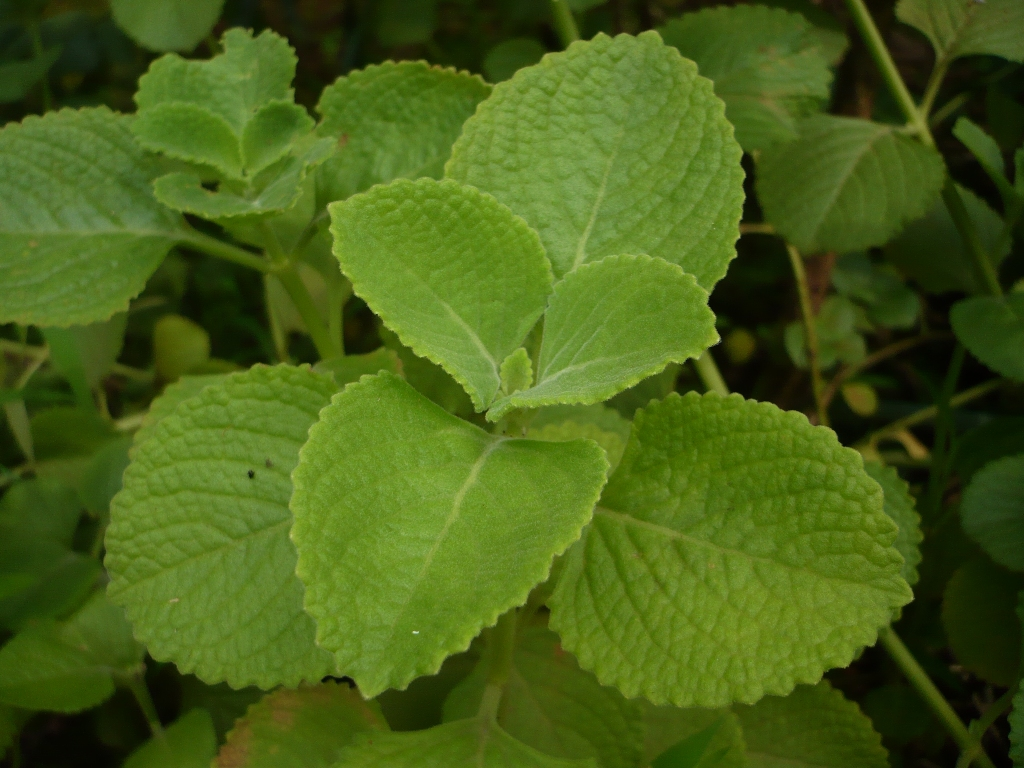

## Distribution et habitat
Il est originaire d'Afrique australe et orientale, de l'Afrique du Sud (KwaZulu-Natal) et du Swaziland jusqu'en Angola et au Mozambique et au nord du Kenya et de la Tanzanie, où il pousse dans les forêts ou les maquis côtiers, sur les pentes rocheuses et sur les plateaux sablonneux à basse altitude.
Depuis l’Afrique australe, il aurait été transporté par des Arabes et d’autres commerçants en Arabie, en Inde et en Asie du Sud-Est, le long des routes commerciales maritimes de l’océan Indien. La plante a ensuite été importée en Europe, puis d'Espagne en Amérique, d'où le nom de thym espagnol.

## Écologie et culture

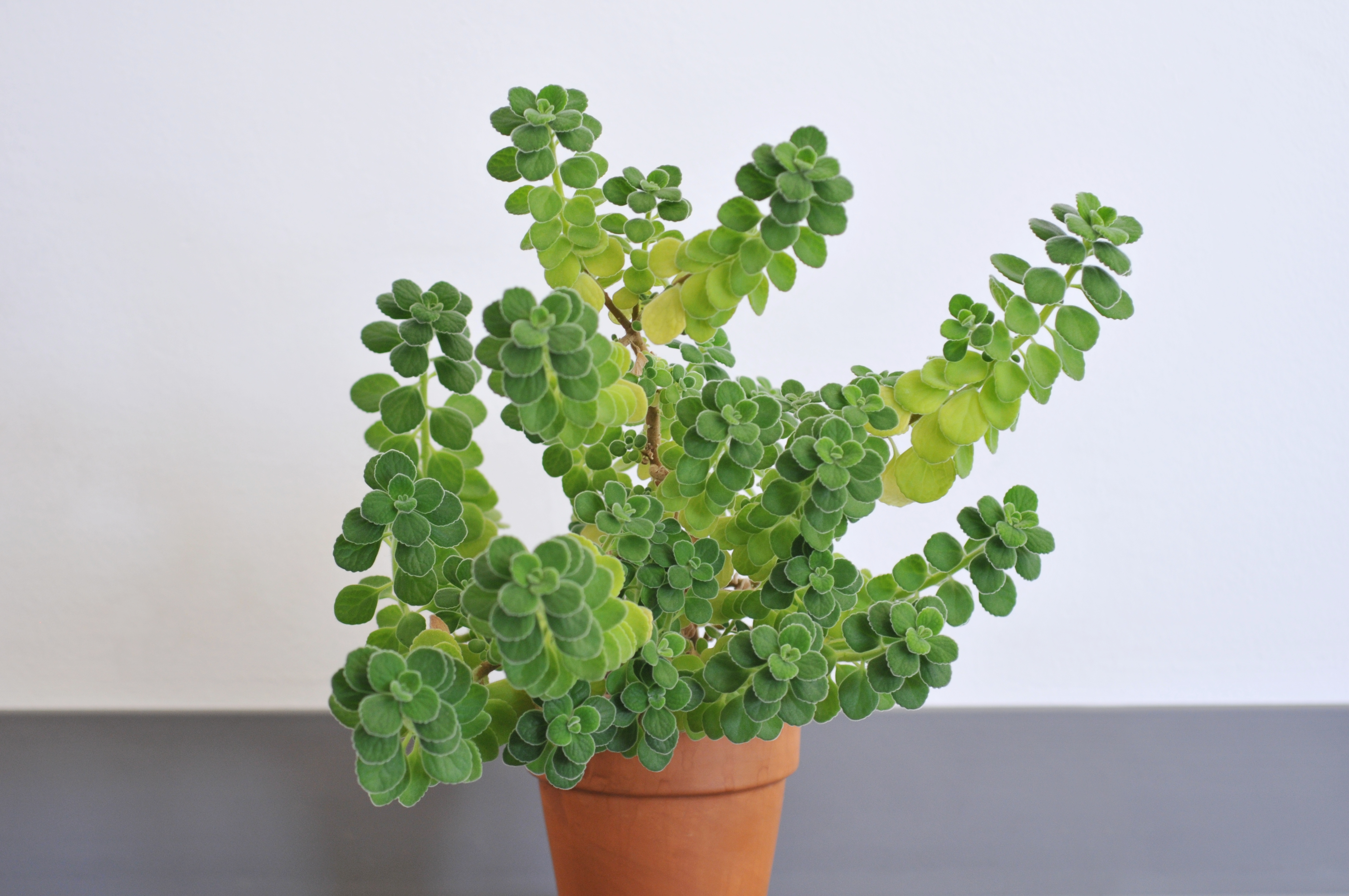
Plante en pot.

Coleus amboinicus est très communément cultivé comme plante en pot. Dans les climats secs, c'est une plante qui croît très vite dans un sol bien drainé en position semi-ombragée. La multiplication se fait par bouture. Elle est sensible au gel et pousse bien en régions subtropicales et tropicales. Cultivée en pot et emportée à l'intérieur ou déplacée vers une position abritée en hiver elle pourra se maintenir. Il faut l'arroser avec parcimonie.
À Hawaï et dans d'autres régions tropicales humides, la plante se porte très bien si elle bénéficie du plein soleil.
Afin de favoriser un aspect buissonnant de la plante, il faut couper l'extrémité de la partie supérieure, l'insérer dans le sol et rapidement une bouture croît, en quelques jours.
Le lieu idéal de culture est en endroit semi-ombragé et humide, ainsi le feuillage restera d'un beau vert couleur de jade. Si elles sont trop exposées au soleil, les feuilles jaunissent, s'il n'y a pas assez de soleil, les feuilles prennent une teinte vert foncé et sont moins compactes.

## Nomenclature et systématique

### Historique du taxon
João de Loureiro, prêtre jésuite portugais, missionnaire en Cochinchine (Viêt Nam), l'a décrite pour la première fois en 1790 sous le nom de Coleus amboinicus Lour., dans son ouvrage Flora Cochinchinensis 2 page 372, comme "habitant les jardins de Cochinchine et dans des lieux variés d'Inde, particulièrement dans les coins humides". C'était l'espèce type du genre Coleus, un taxon devenu momentanément invalide.
En 1825 Kurt Sprengel, dans l'ouvrage "Systema Vegetabilium, editio decima sexta 2" page 690 la rattache au genre Plectranthus. Ce n'est qu'en 2019 qu'il est de nouveau rattaché au genre Coleus.

### Nomenclature
Dans l'État indien du Tamil Nadu il est appelé கற்பூரவள்ளி (Karpooravalli) et dans le Kerala il est appelé പനിക്കൂർക്ക (panikoorka).
En khmer, la plante porte les noms de ជីរត្រចៀកជ្រូក (chir trâchiek chrouk) "menthe oreilles de cochon", ជីរត្រចៀកដំរី (chir trâchiek dâmrei) "menthe oreilles d'éléphant", ជីរស្លឹកក្រាស់ (chir sloek krah) "menthe à feuilles épaisses" ou ជីរទ្រមាំង (chir tròmeang) "menthe à (oreilles) larges".
En thaï, elle porte le nom de หูเสือ (hu soeua) "oreilles de tigre".
Son épithète spécifique, "amboinicus", est une référence à l'île Ambon, de l'archipel des Moluques.
L'espèce a reçu d'autres appellations scientifiques, considérées comme synonymes mais non valides :
- Coleus amboinicus Lour., Flora Cochinchinensis 2: 372. 1790
- Majana amboinica (Lour.) Kuntze, Revisio Generum Plantarum 2: 524. 1891.

## Chémotypes
Les principaux composés chimiques présents dans l'huile essentielle de Plectranthus amboinicus sont : carvacrol (28,65 %), thymol (21,66 %), α-humulène (9,67 %), undécanal (8,29 %), γ-terpinène (7,76 %), p-cymène (6,46 %), oxyde de caryophyllène (5,85 %), α-terpinéol (3,28 %), et β-sélinène (2,01 %).
Une autre analyse a donné les composés suivants: thymol (41,3 %), carvacrol (13,25 %), 1,8-cinéole (5,45 %), eugénol (4,40 %), caryophyllène (4,20 %), terpinène (3,75 %), α-pinène (3,20 %), β-pinène (2,50 %), méthyleugénol (2,10 %), et β-phellandrène (1,90 %).
Les variations peuvent être attribuées à l’environnement (sol, altitude), au climat (température et ensoleillement), aux variations saisonnières, aux variations génétiques et géographiques de la plante, mais aussi à la méthodologie utilisée dans le processus d’extraction et à la méthode d'analyse.

## Galerie

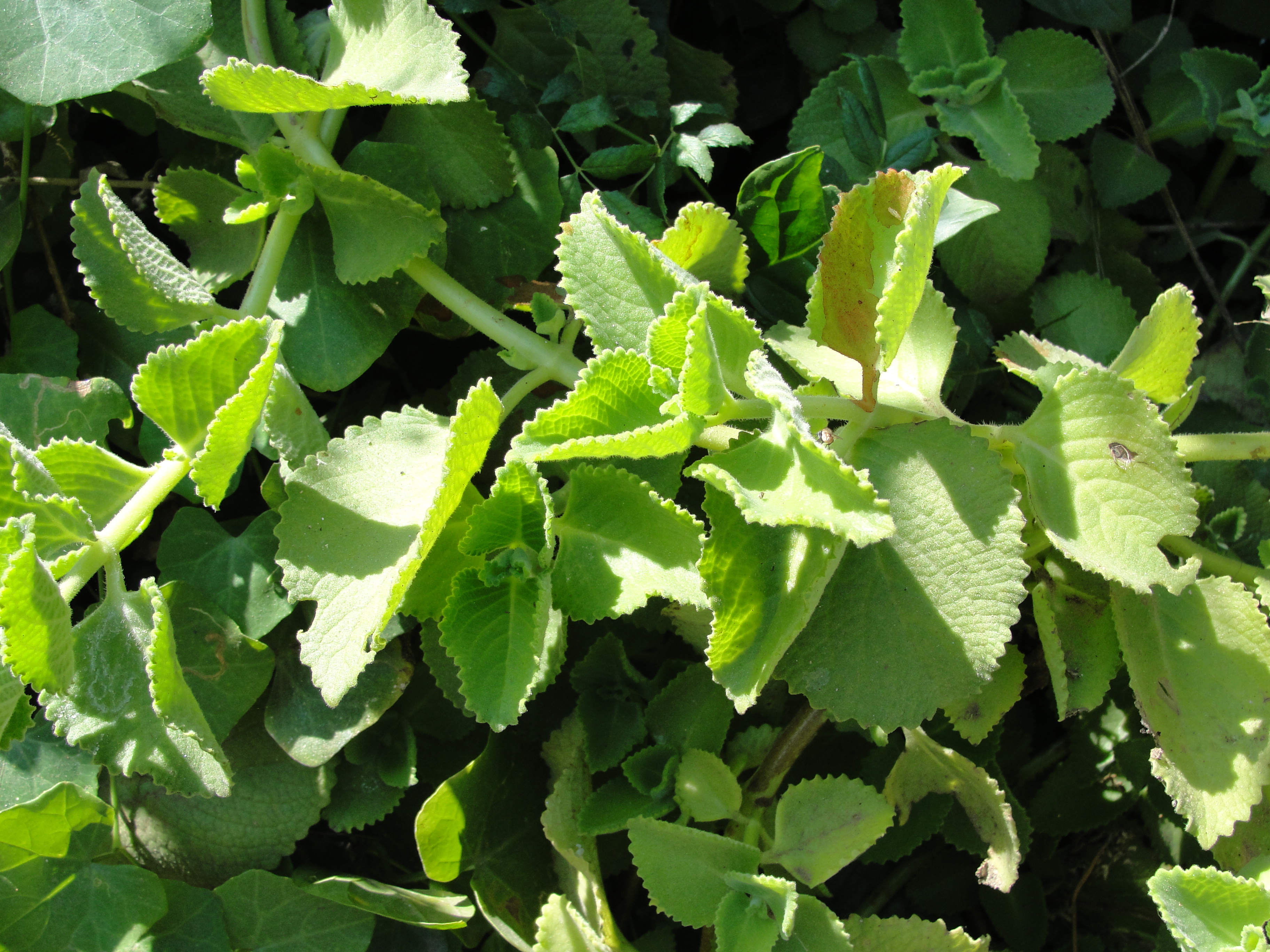
Bourache indienne.
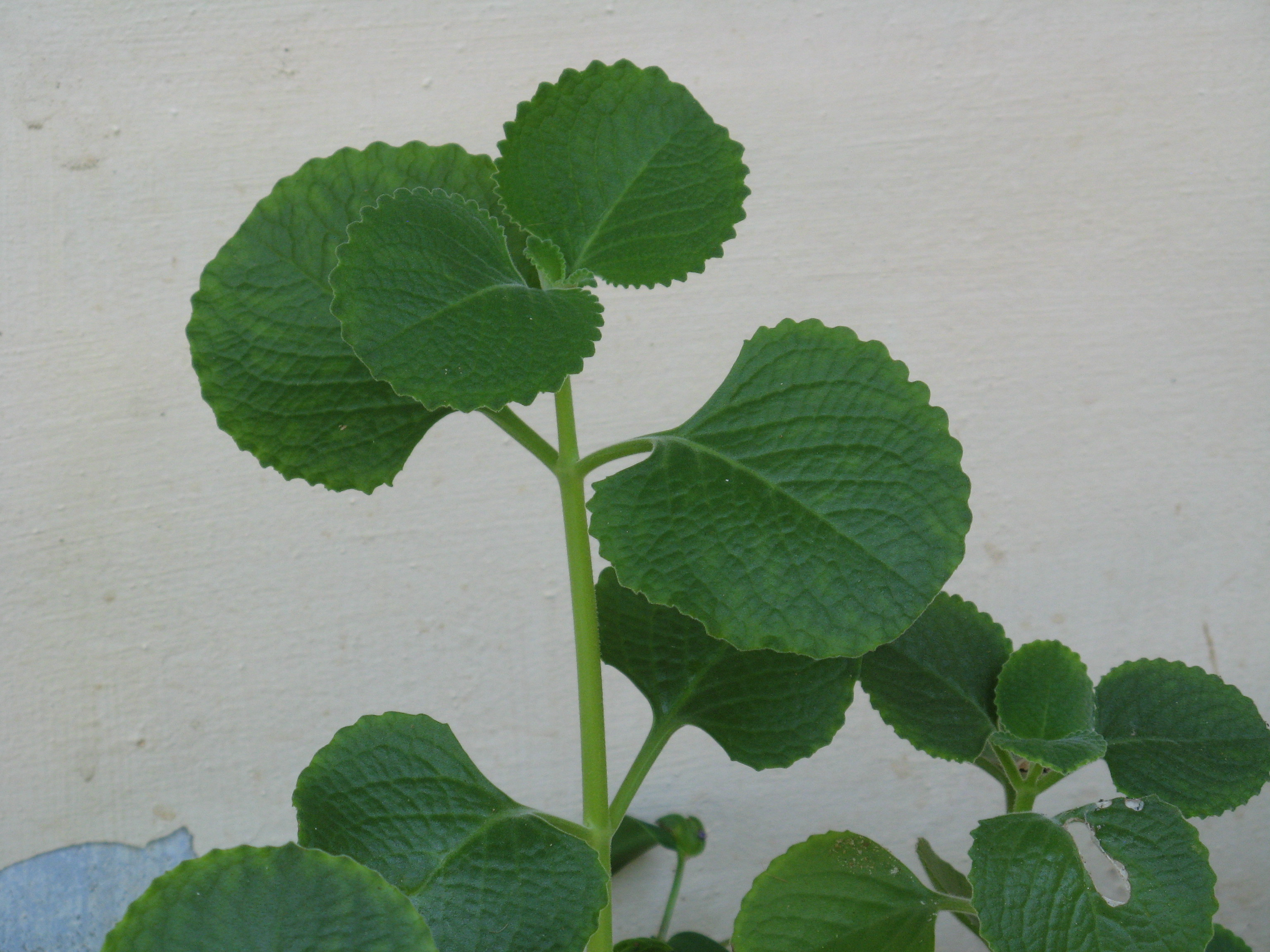
Feuilles à bordure festonnée.
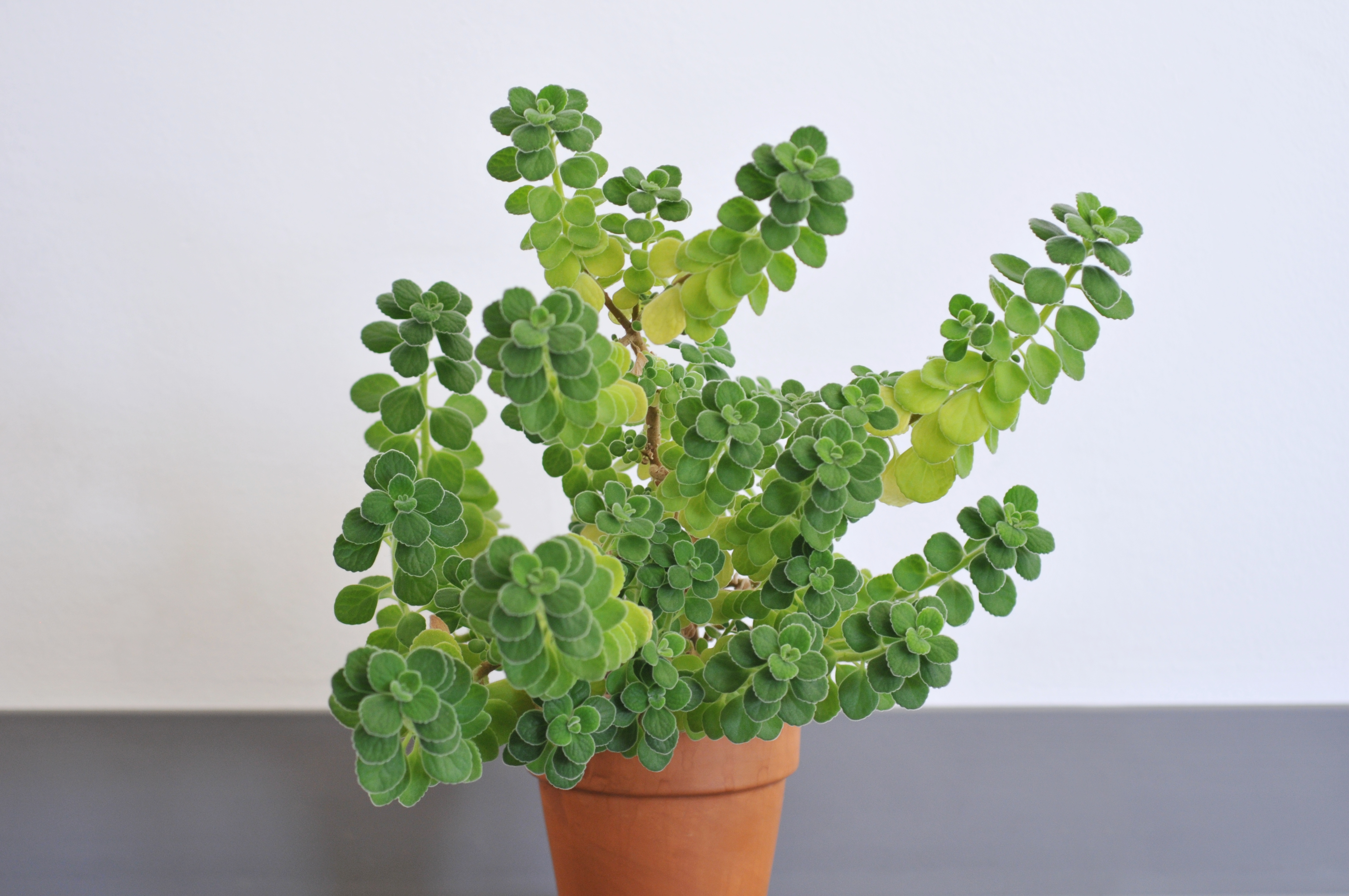
Origan cubain.
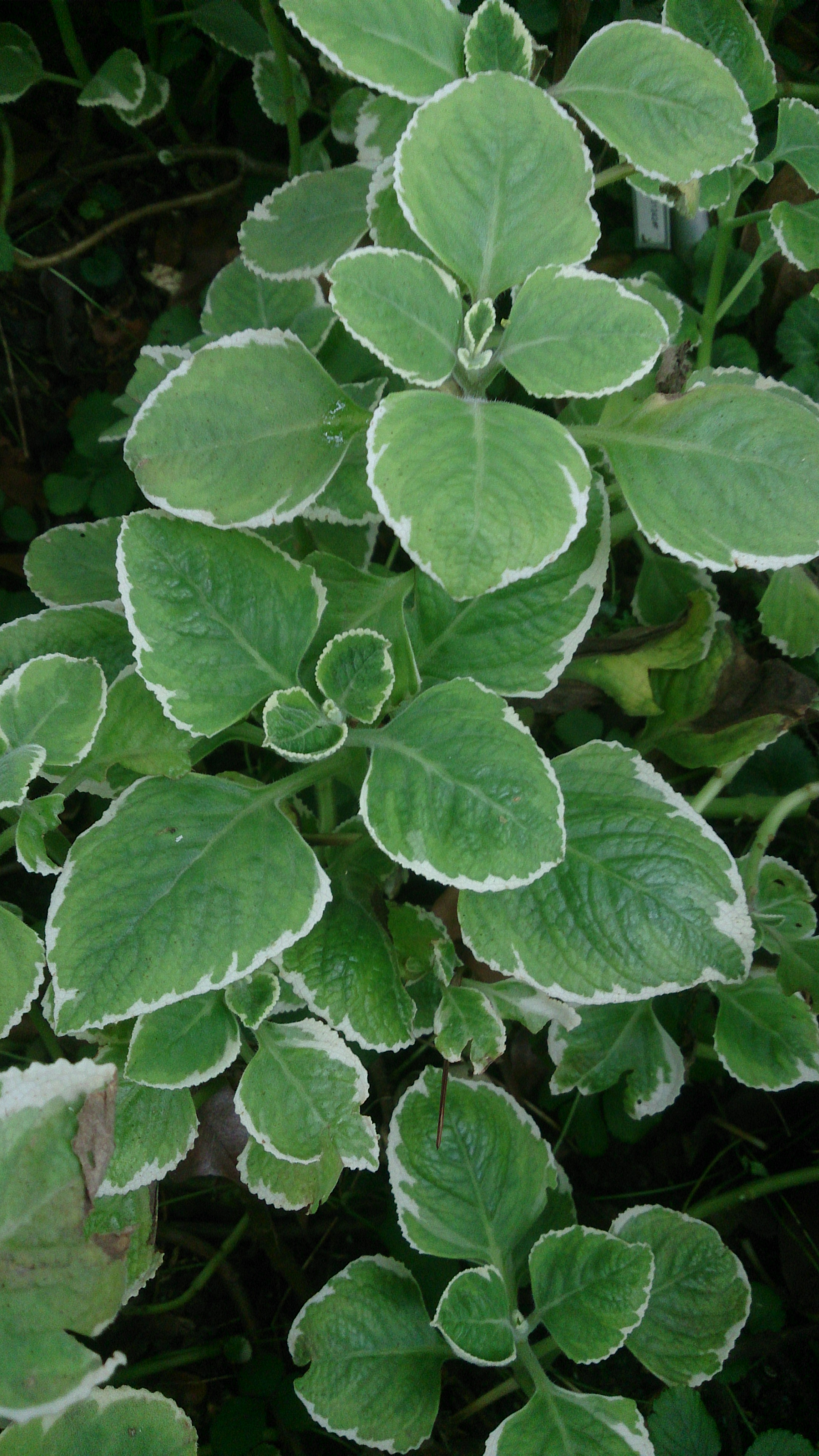
Plectranthus amboinicus 'Variegatus'.
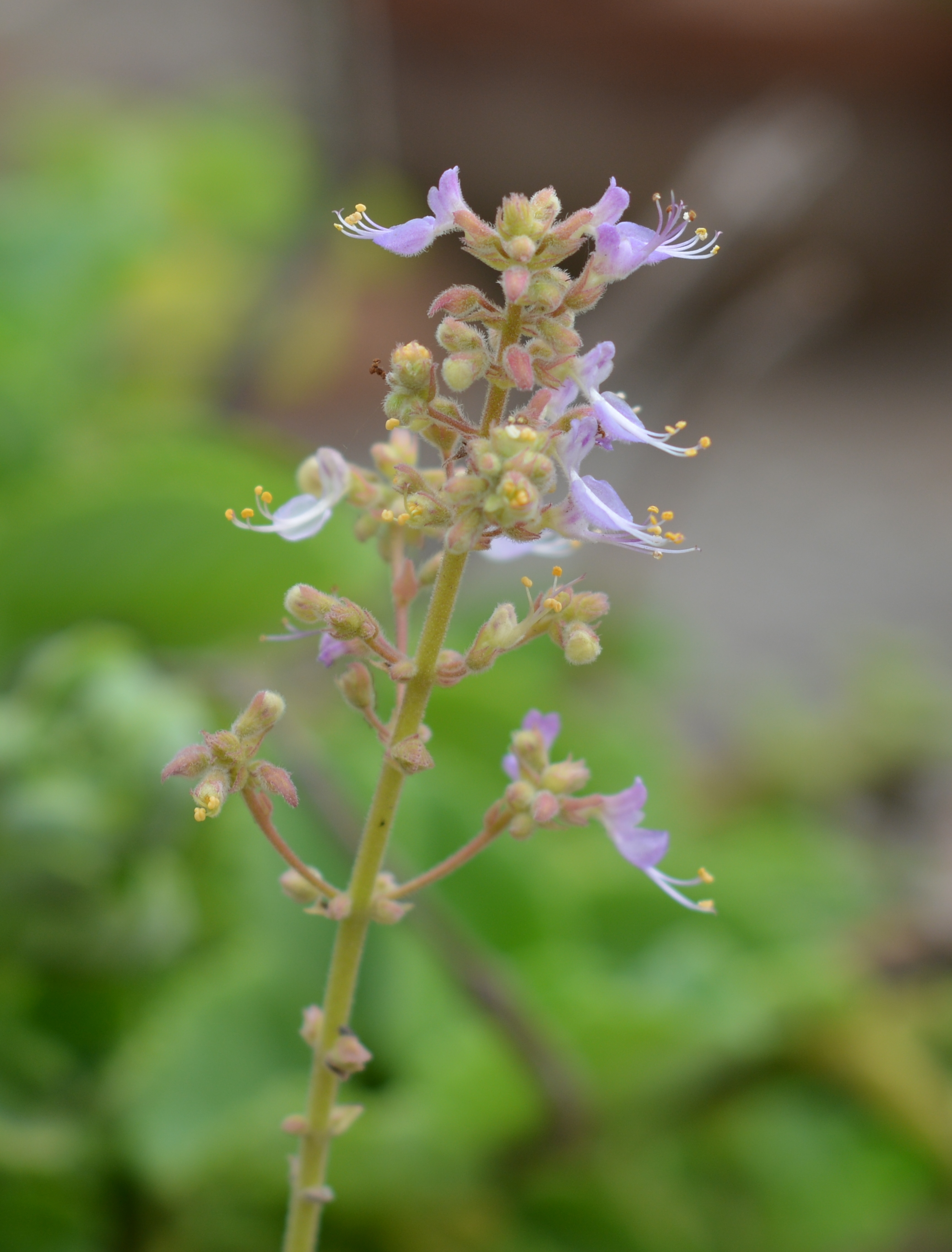
Fleurs.
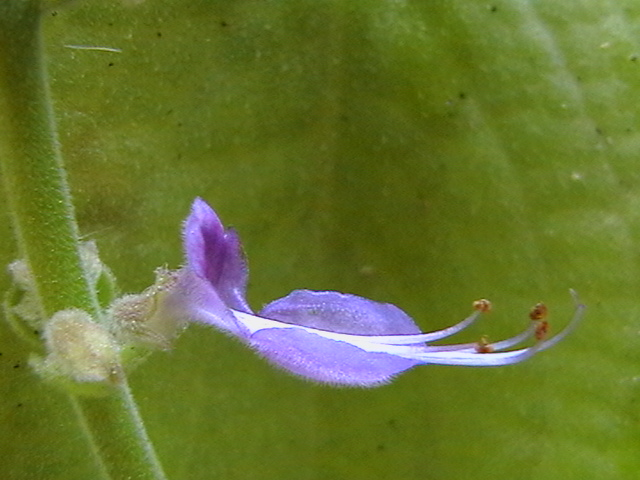
Fleur.

## Utilisation
Cultivée comme plante médicinale, aromatique et condiment sous les tropiques (régions d’Afrique, d’Inde, d’Asie du Sud-Est, des Antilles, du Mexique, récemment du sud des États-Unis). consommées comme légume, utilisées pour laver les vêtements et les cheveux. L’herbe est un remède populaire (cataplasme pour les brûlures et les morsures, en interne comme carminatif et antiasthmatique). Également cultivé pour son huile essentielle en Extrême-Orient et comme plante ornementale. Elle est aussi parfois fumée comme le cannabis

### Herbe aromatique
Les feuilles sont fortement aromatisées et constituent un excellent ingrédient dans les farces de viande et de volaille, les soupes, le poisson, la bière locale. Finement hachées, mélangées au gésier, foie et cœur. La plante est également utilisée comme substitut à l'origan dans le commerce alimentaire.

### Herbe médicinale
Les feuilles ont également de nombreuses utilisations en médecine traditionnelle, notamment pour le traitement de la toux, les maux de gorge et la congestion nasale, mais aussi pour une variété d'autres problèmes tels que les infections, les rhumatismes et les flatulences.
Dans l'île française de Mayotte et aux Comores, la plante qui y est invasive mais cultivée, est appelée Paraovi. Les feuilles y sont mâchées contre la grippe et utilisées en infusion contre la toux,.
Dans différentes zones tropicales elle est utilisée en infusion ou en friction avec la macération dans du rhum pour des digestions difficiles, des douleurs liées aux règles, des douleurs rhumatismales et la grippe.
En Indonésie Plectranthus amboinicus est un aliment traditionnel utilisé dans la soupe pour stimuler la lactation dans le mois qui suit l'accouchement[réf. nécessaire].